# Pichilemunews
Pichilemu News, PichilemuNews.cl (рус. Пичиле́му Ньюс) — чилийское новостное интернет-издание, специализирующееся на освещении событий, происходящих в Пичилему и провинции Карденаль-Каро. Издание часто транслирует национальные и международные новости.

## История
Издание Pichilemu News было основано Вашингтоном Сальдиасом, бывшим членом городского совета Пичилему, 14 января 2000 года. Интернет-издание позиционировалось в качестве наследника газеты Pichilemu, публиковавшейся в 1944 и 1949 годах Карлосом Павесом. Сальдиас приобрёл права на эту газету и в период с 1986 по 1989 годы публиковал её сам. Pichilemu News описывает себя как «первое интернет-издание области О’Хиггинс». Сальдиас стал редактором Pichilemu News с момента его основания.
Первый дизайн сайта Pichilemu News разработал Хуан Лусеро Рамирес (исп. Juan Lucero Ramírez). Затем дизайном сайта в разное время занимались Иван Салинас (исп. Iván Salinas), Рикардо Хулио Гонсалес (исп. Ricardo Julio González), Карен Сантелисес (исп. Karen Santelices), Марко Гонсалес Луенго (исп. Marco González Luengo) и Маркос Кабрера Тобар (исп. Marcos Cabrera Tobar). Дизайн сайта, действовавший по состоянию на 20 марта 2014 года, был разработан Давидом Гуала Кордеро (исп. David Guala Cordero).

## Современность

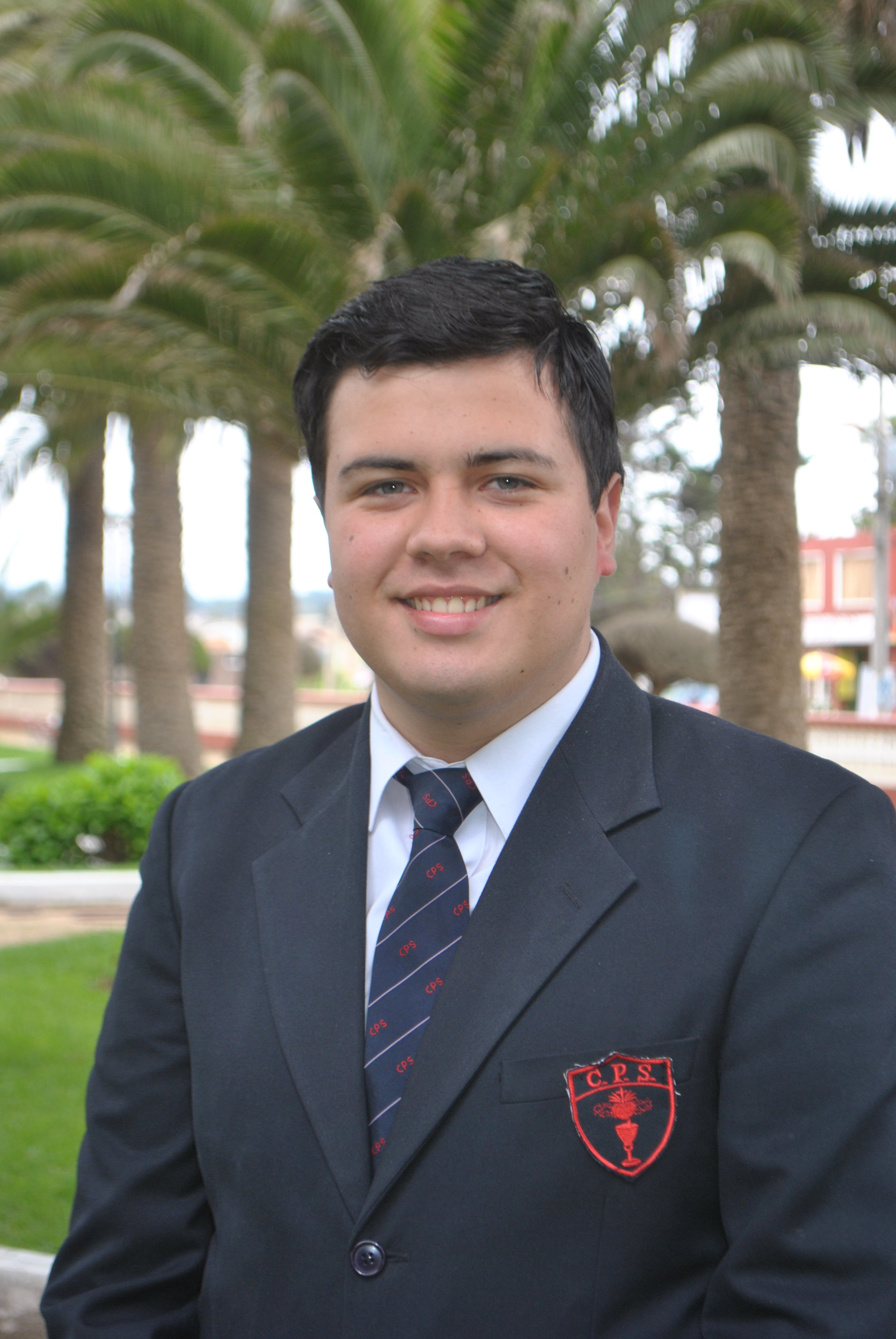
Диего Грез-Каниете, сотрудник газеты

В Pichilemu News публикуются статьи академика Хорхе Льянки, уроженца Пичилему, ныне проживающего в Берлине, Германия. В Pichilemu News также публикуются статьи историка Антонио Сальдиаса, пишущего под криптонимом «Дон Антонио де Петрель» (исп. Don Antonio de Petrel) с 1986 года; история студент Диего Грез-Каниете; американского писателя Труди Ферстера, который перевёл несколько статей на английский язык; Вала Уилкокса (англ. Val Wilcox) из Пичелемского института иностранных языков, также сотрудничающего с Pichilemu News в рамках осуществления переводов на английский язык; Пьера Патриса (фр. Pierre Patrice), переводящего статьи на французский.
Как независимое новостное издание, Pichilemu News также публикует информацию для туристов и материалы культурологического характера связанные с Пичилему и его окрестностями.